# Gutshaus Linstow

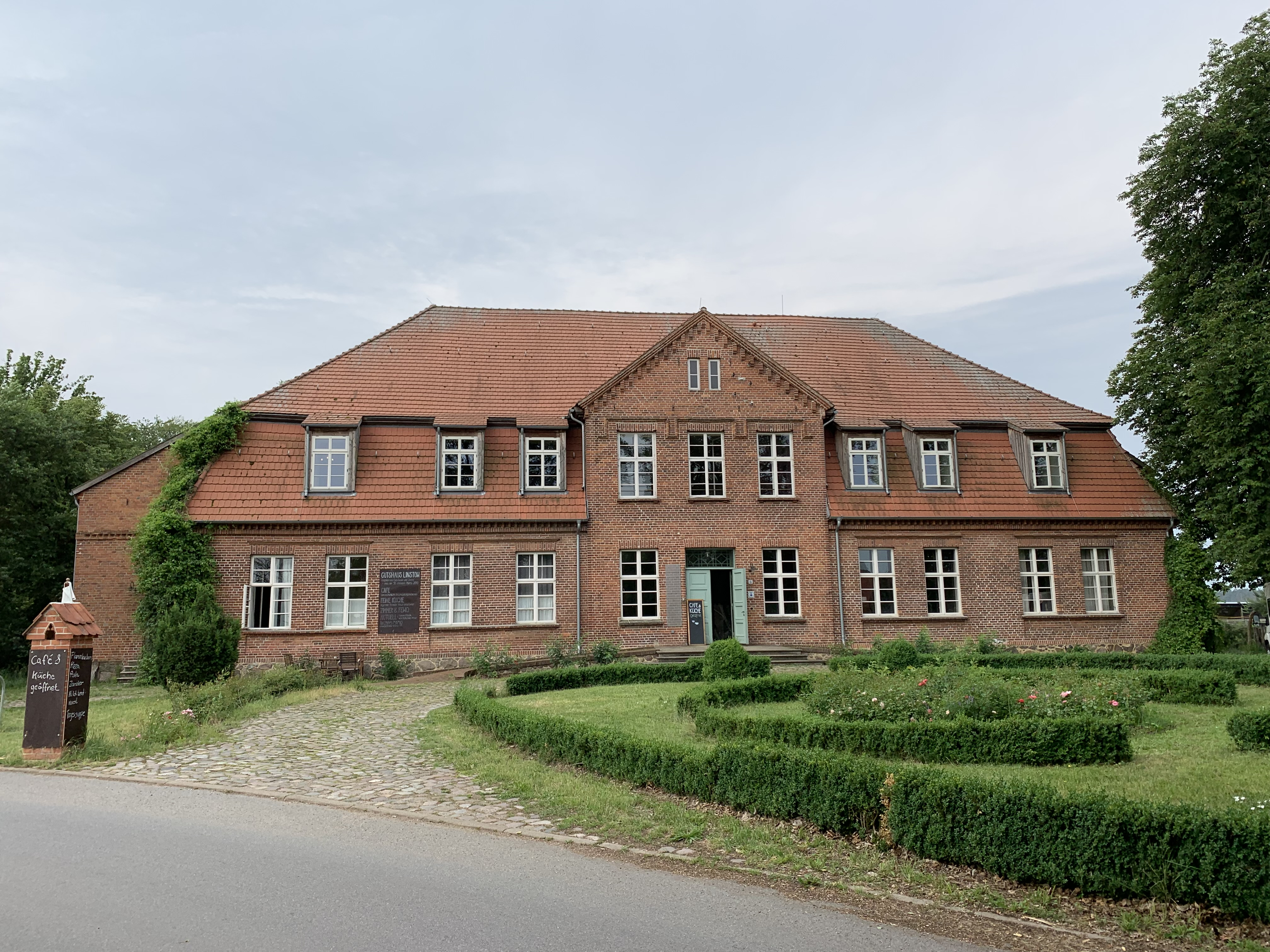
Gutshaus Linstow

Das Gutshaus Linstow in Linstow ist ein denkmalgeschütztes Herrenhaus in Linstow, einem Ortsteil der Gemeinde Dobbin-Linstow im Landkreis Rostock in Mecklenburg-Vorpommern.

## Lage
Die Krakower Chaussee führt von Nordwesten kommend in den Ort und zweigt in Höhe des Guthauses als Landstraße 204 nach Nordwesten hin ab. Südlich führt die Hofstraße über die Nebel hinweg, an dessen Ende das Bauwerk mit einem umgebenden Park steht.

## Geschichte und Nutzung
Der genaue Bauzeitraum des Gebäudes ist bislang nicht überliefert. Es gilt jedoch als sicher, dass es nach dem Dreißigjährigen Krieg entstand und um 1880 umgebaut wurde. Auftraggeber war die Familie derer von Linstow, die seit 1281 in der Region herrschte. Diese Ära endete erst 1735 mit Adam von Linstow. Ab 1825 übernahm die Großherzogliche Kammer das Anwesen, die es verpachtete. Als letzter Pächter ist 1945 Christian Benkendorff bekannt. Als Teil der Sowjetischen Besatzungszone wurden die Eigentümer enteignet und das Gebäude für Umsiedler genutzt, darunter 73 Familien aus Wolhynien, die jeweils rund 10 Hektar Land erhielten. In der Zeit der DDR wurde das Gebäude anschließend als Rathaus und Verkaufsstelle genutzt. Nach der Wende stand das Gebäude nach 1990 leer und wechselte erst 2006 den Besitzer. Es wird seit 2009 als Hotel mit Restaurant und Café genutzt. Im umliegenden Park stehen unter anderem zwei rund 135 Jahre alte Weymouth-Kiefern.

## Baubeschreibung
Das Bauwerk wurde im Wesentlichen aus rötlichem Mauerstein auf einem umlaufenden Sockel aus Feldsteinen errichtet. Es entstand ein eingeschossiger, 11-achsiger Bau mit einem zentralen Eingang. Darüber erhebt sich ein zweigeschossiger Zwerchgiebel mit Mansarddach.